# 石落し (新潟県津南町)
石落し（いしおとし）は、新潟県津南町に存在する、柱状節理の発達した崖およびその景観。苗場山麓ジオパークのジオサイトとなっており、秋山郷の入口となる地域に位置する。

## 概要
中津川中流に広がっており、崖の高さは約330mにのぼる。苗場山の溶岩を由来とする柱状節理岩肌や、日本海堆積物を由来とする魚沼層群が重なっており、これらの間から地下水が流れ出る。
対岸には2014年に「見玉公園」が整備され、ここから眺めることができる。同公園内の看板には「津南グランドキャニオン」の表記もある。

### 呼称の由来
早春の雪どけによって柱状節理岩層が崩れ、ガラガラと音を立てて落ちることから「石落し」と呼ばれるようになった、と言われている。

## 交通
見玉公園へのアクセスを掲載する。

### 公共交通・タクシー

津南町バス路線図。赤色の路線が見玉行。

- 津南中心部から南越後観光バス・見玉行利用（所要約20分）、終点「見玉」（NA26）下車（終点付近はフリー乗降区間となっているため見玉公園付近で乗降することもできる）。
  - 津南中心部まではJR飯山線津南駅から徒歩15分、または越後湯沢駅や十日町駅から南越後観光バス利用（図を参照）。

### 車
- 津南中心部から国道405号を南下[3]。駐車場30台[1]。